# Maria Treben
 (mars 2025).
Si vous disposez d'ouvrages ou d'articles de référence ou si vous connaissez des sites web de qualité traitant du thème abordé ici, merci de compléter l'article en donnant les références utiles à sa vérifiabilité et en les liant à la section « Notes et références ».
Maria Treben, née Maria Günzel le 27 septembre 1907 à Saaz, dans la région des Sudètes et morte en 1991, est une herboriste et auteur autrichienne du XXe siècle. Elle est devenue célèbre grâce à ses livres La Santé par la pharmacie du bon Dieu (en allemand : Gesundheit aus der Apotheke Gottes), et Les Guérisons de Maria Treben, traduits en plusieurs langues et vendus en plusieurs millions d'exemplaires.
Son renom est associé au médicament traditionnel appelé l'« élixir du Suédois » qu'elle a contribué à faire connaître.

## Biographie
Maria Treben naît en 1907 à Saaz, seconde d'une famille de trois filles. Son père est imprimeur et sa mère femme au foyer. À l'âge de dix ans, elle perd son père dans un accident. Deux ans plus tard, sa mère part vivre à Prague avec ses trois filles. Maria Treben après ses études dans un collège de filles, trouve un emploi dans les bureaux du quotidien Nouvelles de Prague.
Après quatorze ans dans cet emploi, elle se marie à un ingénieur, Ernst Gottfried Treben.
Le jeune couple s'installe dans la maison des parents de son mari à Kaplitz. Quelques années plus tard, naît leur fils unique Kurt Dieter. À la fin de l'année 1945, Ernst Treben est emprisonné. Sa femme passe alors deux ans dans des camps de réfugiés avec son jeune fils.
Une fois réunie, la famille Treben s'installe en Autriche, à Mühlviertel puis à Grieskirchen à partir de 1951.

### La santé à la pharmacie du Bon dieu
Maria s'intéresse aux « simples », les plantes ordinaires et communes qui soignent, et recueille les recettes  et les applications traditionnelles de ces plantes dans plusieurs livres dont le plus fameux : Gesundheit aus der Apotheke Gottes traduit en 24 langues (en français La santé à la pharmacie du Bon dieu) et vendu à plus de 8 millions d'exemplaires. Elle organise des séminaires et fait des conférences en Autriche, Allemagne et dans toute l'Europe qui lui attire un public nombreux.

### L'élixir du Suédois
À la fin du XIXe siècle, le médecin suédois Klaus Samst soignait avec des remèdes traditionnels : il composa une formule en s'inspirant d'un ancien médicament principalement composé d'herbes, la thériaque vénitienne, à laquelle il ajouta dix autres herbes médicinales. Cette formule, qui prit le nom populaire d'élixir du Suédois, est, comme la thériaque vénitienne, une panacée censée soulager toutes sortes de maux. Il s'utilise aussi bien en application externe que par ingestion.
Maria Treben l'a de nouveau rendu populaire à l'époque moderne.

### Œuvres
- [Treben 1983] Maria Treben, La santé à la pharmacie du bon Dieu [« Gesundheit aus der Apotheke Gottes - Ratschläge und Erfahrungen mit Heilkräutern »], Autriche, éd. Wilhelm Ennsthaler (1re éd. 1983) (ISBN 3-85068-123-8, lire en ligne [sur pdfarchive.info (cliquer sur « Tr » puis sur le lien de son nom et du titre dans la liste qui s'ouvre)])
- [Treben] Maria Treben, Les Simples du jardin de Dieu - Pratique des plantes médicinales pour le bien-être et la santé [« Heilkräuter aus dem Garten Gottes - Guter Rat aus meiner Kräuterbibel für Gesundheit und Wohlbefinde »] (ISBN 3-85068-750-3 et 978-3-85068-750-8).
- [Treben] Maria Treben, Les Guérisons de Maria Treben [« Allergien - vorbeugen - erkennen - heilen / Gesund mit Maria Treben »], Munich, éd. Wilhelm Ennsthaler (aussi éd. par Heyne).
- [Treben 1990] Maria Treben, Ces plantes qui guérissent [« Streß im Alltag. Vorbeugen, erkennen, heilen »], Munich, éd. Heyne, 1990 (ISBN 3-453-03867-3).